# Denise Pimpini
Denise Pimpini (Rivoli, 11 ottobre 1995) è una giocatrice di curling italiana.
Gioca con la maglia della nazionale italiana in diverse occasioni:
- Giochi olimpici giovanili invernali
  - 2012 Innsbruck ( Austria) 2°
- Challenge Europeo Junior
  - 2013 Praga ( Rep. Ceca) 4°
- Nazionale misti di curling dell'Italia
  - 2015 Berna ( Svizzera) 9° [1]
- Nazionale misti di curling dell'Italia
  - 2016 Kazan' ( Russia) 9°